# کومونیداد د کالاتایود
کومونیداد د کالاتایود (به اسپانیایی: Comunidad de Calatayud) یک منطقهٔ مسکونی در اسپانیا است که در استان ساراگوسا واقع شده‌است. کومونیداد د کالاتایود ۲٬۵۱۸ کیلومتر مربع مساحت و ۴۲٬۳۷۹ نفر جمعیت دارد.